# Manoelito de Ornellas
Manoelito de Ornellas (Itaqui, 17 de fevereiro de 1903 — Porto Alegre, 8 de julho de 1969) foi um jornalista, poeta, professor e escritor brasileiro.

## Biografia
Filho de  português da Ilha da Madeira e de uruguaia de ascendência galo-italiana, foi redator do Jornal da Manhã e, após redator-chefe de A Federação. Em 1938 foi nomeado diretor da Biblioteca Pública do Estado e eleito presidente da Associação Rio-Grandense de Imprensa (ARI).
Em 1951 assumiu como professor interino as disciplinas de Literatura Hispano-Americana e Cultura Ibérica da Faculdade de Filosofia da Universidade Federal do Rio Grande do Sul, sendo efetivado em 21 de dezembro. Em 1954 foi afastado da UFRGS, ingressando na Faculdade de Filosofia de Florianópolis, onde passou a lecionar História da Arte.
Em 1968 recebeu o Prêmio Joaquim Nabuco, da Academia Brasileira de Letras, entregue pelo acadêmico Ivan Lins, pela obra Máscaras e murais de minha terra.
Está vinculado à vertente platina da historiografia riograndense, junto com Alfredo Varela. É autor de diversas obras de cunho sociológico, entre elas a obra fundamental da cultura gaúcha e da cultura brasileira, Gaúchos e Beduínos, considerado um dos dez principais livros da sociologia brasileira.
Foi o tradutor do romance Ariadne, de Claude Anet, e Tabaré, o poema de Juan Zorrilla de San Martín.
Foi o patrono da 17ª Feira do Livro de Porto Alegre.

## Obras
- Rodeio de Estrelas, poesias, Emp. Gráfica Ltda., 1928
- Arco-Íris, poesias, Livraria do Globo, 1930
- Dois discursos, Livraria do Globo, 1930
- Tupaciretã, monografia sobre a história da região missioneira do RS, 1934
- Vozes de Ariel, ensaio, Livraria do Globo, 1938
- Tradições e símbolos, 1940
- Símbolos bárbaros, ensaios, Livraria do Globo, 1943
- O Brasil nos destinos da América, ensaios, Livraria do Globo, 1943
- Caminhos originais do Brasil, estudo, 1944
- Tiaraju, romance histórico, Livraria do Globo, 1948
- Gaúchos e beduínos - a origem étnica e a formação social do Rio Grande do Sul, Editora José Olympio, 1948 . Edições posteriores: 4 ed. Porto Alegre: Martins Livreiro, 1999.
- Uma viagem pela literatura do Rio Grande do Sul, ensaio, separata da Revista Atlântico, de Lisboa, 1948
- A filigrana árabe nas tradições gaúchas, ensaio, Editora Arte, 1952
- O Rio Grande do Sul tradicionalista e brasileiro, 1954
- Cadernos de Portugal e Espanha, 1954
- A poesia crioula na sátira política, editora da UFRGS, 1955
- A gênese do gaúcho brasileiro, Cadernos de Cultura pelo Ministério de Educação e Cultura, 1956
- Uma viagem pela literatura do Rio Grande do Sul, reedição da Revista Vértice de Lisboa, 1957
- A cruz e o alfanje, editora Progresso de Salvador, Bahia, 1960
- Bolívar Escritor, monografia, 1964
- Tardes e noites brasileiras de cultura, 1964
- Máscaras e murais de minha terra, Livraria do Globo, 1965
- Um bandeirante da Toscana, EDART de São Paulo, 1967 (livro encomendado por Assis Chateaubriand, sobre a vida de um ilustre italiano que restaurou a indústria açucareira de São Paulo)
- Terra Xucra, Livraria Sulina, 1967 (livro de memórias que formaria uma trilogia com Mormaço e Estuário, inacabado)